# IC 1750
IC 1750 је лентикуларна галаксија у сазвјежђу Рибе која се налази на листи објеката дубоког неба у Индекс каталогу.
Деклинација објекта је + 4° 4' 35" а ректасцензија 1h 56m 18,7s. Привидна величина (магнитуда) објекта IC 1750 износи 14,6 а фотографска магнитуда 15,5. IC 1750 је још познат и под ознакама UGC 1412, CGCG 413-7, PGC 7266.